# Orde van Liefdadigheid
De Orde van Liefdadigheid (Turks: Shefkat Nishani), werd volgens opgaven in 1878 "op de 28e dag van de ramadan", door sultan Abdulhamid II van Turkije ingesteld.
Met het instellen van een damesorde volgde de sultan het Europese en Perzische voorbeeld. Met uitzondering van de Orde van Osmanie (Nishan-i-Osmania of Nishani Osmani) uit 1861 waren de Turkse ridderorden voor dames gesloten. Benoemingen in de Osmanie-orde waren strikt genomen uitzonderingen die door de sultan hoogstpersoonlijk werden gemaakt.
De Orde van Liefdadigheid kende drie graden of klassen die protocollair met grootkruis, commandeurskruis en ridderkruis overeenkomen.

## De graden

### Ie Klasse
De dames der Eerste Klasse droegen een ster met een hart van briljanten. Op de stralen van deze ster ligt een groengeëmailleerde lauwerkrans met rode vruchten. Daarboven is een "omgekeerde" roodgeëmailleerde gouden ster met vijf armen en ballen op de punten gelegd. In het hart van deze ster ligt het medaillon met een groene ring met de woorden "INSANIET, MOUAVENÊT, HAMYET". Het motto laat zich vertalen als "mensenliefde, hulp, weldadigheid". Het medaillon is van goud en draagt de keizerlijke tughra, een fraai gekalligrafeerde handtekening.
De verhoging is een rode maan met dito ster. Aan de zijkant van de maan kan een gouden keten met ovale en ronde schakels worden bevestigd. Men droeg een tweede kleinood dat van het eerste verschilde door de naar boven gekeerde straal van de rode ster en het ontbreken van stralen en groene krans aan een in een rozet eindigend wit zijden lint met links langs de rand een groene streep en rechts een rode streep. Ook dan is de verhoging een rode halve maan met rode vijfpuntige ster.
Op de borst droegen de dames der Eerste Klasse een kostbare ster. Deze was veel groter dan het kleinood en miste de halve maan en de ster. In plaats van rode emaille werden robijnen gebruikt en de ster was met diamanten ingelegd.

### IIe Klasse
De dames der Tweede Klasse droegen eenzelfde kleinood als door de dames der Eerste Klasse aan de keten werd gedragen aan een smaller lint, zonder rozet, op de linkerschouder. De stralen zijn afwisselend met briljanten bezet en van goud.

### IIIe Klasse
De dames der Derde Klasse droegen eenzelfde kleinood als door de dames der Eerste Klasse aan de keten werd gedragen aan een smaller lint, zonder rozet, op de linkerschouder. De stralen zijn afwisselend van zilver.
Men verleende de orde aan Turkse en vreemde dames die zich bij rampen, oorlogen en epidemieën onderscheiden hebben door hun uitzonderlijke hulp aan de slachtoffers. Wanneer men binnen de orde werd bevorderd moest men het lagere ereteken teruggeven. Na de dood van een dame werd het kostbare kleinood aan de familie gelaten.
Er zijn kleinoden van de derde klasse in de antiekhandel in omloop waarvan de armen met echte briljanten zijn versierd. Andere kleinoden bevatten strass stenen. Deze kleinoden zijn allen particuliere opdrachten aan Europese juweliers geweest. Dergelijke kleinoden zijn soms van goud, soms van verguld zilver of verzilverd brons. Geen van deze juwelen draagt een Turks gehaltestempel of keur maar Europese keuren komen wél op de achterzijde voor.